# Serie A Élite 2024-2025 (rugby a 15 femminile)
La Serie A Élite 2024-25 fu il 34º campionato di rugby a 15 femminile di prima divisione organizzato dalla Federazione Italiana Rugby e il 41º assoluto.
Si tenne dal 27 ottobre 2024 al 10 maggio 2025 tra 8 squadre che si affrontarono nella stagione regolare a girone unico e gara di finale riservata alle prime due classificate.
L'ultima classificata retrocedette in serie A e fu rimpiazzata dalla vincitrice di tale campionato.
Per la prima volta nella storia del torneo la finale, tenutasi il 10 maggio 2025, fu trasmessa in chiaro e diretta integrale da Rai Sport.
Il torneo vide la quinta finale consecutiva tra le campionesse uscenti di Villorba e le padovane del Valsugana (queste ultime, in particolare, alla loro nona finale consecutiva) e il risultato fu lo stesso di dodici mesi prima: vincendo 15-5 la gara decisiva a Mogliano Veneto, Villorba vinse il suo secondo scudetto consecutivo e terzo assoluto.
A retrocedere in serie A, con due turni d'anticipo sulla fine del campionato, le piemontesi del Volvera, ultime della regular season.
Il valore delle marcature, come stabilito da World Rugby nel 2017, è: 5 punti per ciascuna meta (7 se trasformata), 7 punti per la meta tecnica, 3 punti per la realizzazione di ciascun calcio piazzato, idem per il drop.

## Squadre partecipanti
- Capitolina (Roma)
- Colorno
- CUS Milano
- CUS Torino
- Red Panthers (Treviso)
- Valsugana (Padova)
- Villorba
- Volvera

## Stagione regolare

### Risultati
| 27-10-2024 | 1ª/8ª giornata            | 19-1-2025 |
| ---------- | ------------------------- | --------- |
| 0-29       | Red Panthers – Colorno    | 0-36      |
| 39-5       | Valsugana – CUS Torino    | 45-0      |
| 32-5       | Villorba – CUS Milano     | 73-3      |
| 0-38       | Volvera – Capitolina      | 7-34      |
|            |                           |           |
| 8-12-2024  | 4ª/11ª giornata           | 23-2-2025 |
| 15-43      | Capitolina – Villorba     | 3-47      |
| 20-5       | Colorno – Valsugana       | 13-17     |
| 12-30      | CUS Torino – CUS Milano   | 22-12     |
| 29-7       | Red Panthers – Volvera    | 22-8      |
|            |                           |           |
| 12-1-2025  | 7ª/14ª giornata           | 6-4-2025  |
| 24-20      | Capitolina – Red Panthers | 17-10     |
| 7-38       | CUS Milano – Valsugana    | 5-22      |
| 12-51      | CUS Torino – Colorno      | 5-45      |
| 75-0       | Villorba – Volvera        | 87-0      |

| 3-11-2024  | 2ª/9ª giornata            | 26-1-2025 |
| ---------- | ------------------------- | --------- |
| 10-22      | Capitolina – Valsugana    | 5-39      |
| 17-0       | Colorno – Villorba        | 7-32      |
| 23-22      | CUS Milano – Red Panthers | 15-12     |
| 7-38       | Volvera – CUS Torino      | 7-55      |
|            |                           |           |
| 15-12-2024 | 5ª/12ª giornata           | 2-3-2025  |
| 5-35       | CUS Milano – Colorno      | 13-43     |
| 26-31      | CUS Torino – Capitolina   | 22-12     |
| 56-0       | Valsugana – Volvera       | 52-5      |
| 55-12      | Villorba – Red Panthers   | 59-8      |

| 17-11-2024 | 3ª/10ª giornata           | 16-2-2025 |
| ---------- | ------------------------- | --------- |
| 32-12      | CUS Milano – Capitolina   | 12-41     |
| 50-17      | Valsugana – Red Panthers  | 52-19     |
| 36-0       | Villorba – CUS Torino     | 62-14     |
| 5-62       | Volvera – Colorno         | 5-66      |
|            |                           |           |
| 22-12-2024 | 6ª/13ª giornata           | 9-3-2025  |
| 43-5       | Colorno – Capitolina      | 18-30     |
| 19-22      | Red Panthers – CUS Torino | 17-17     |
| 14-12      | Valsugana – Villorba      | 22-22     |
| 13-13      | Volvera – CUS Milano      | 5-59      |

### Classifica
| Pos | Squadra      | G  | V  | N | P  | PF  | PS  | DP   | BMP | Pt |
| --- | ------------ | -- | -- | - | -- | --- | --- | ---- | --- | -- |
| 1   | Villorba     | 14 | 11 | 1 | 2  | 635 | 120 | +515 | 12  | 58 |
| 2   | Valsugana    | 14 | 12 | 1 | 1  | 471 | 140 | +331 | 8   | 58 |
| 3   | Colorno      | 14 | 12 | 0 | 2  | 497 | 122 | +375 | 7   | 55 |
| 4   | Capitolina   | 14 | 6  | 0 | 8  | 265 | 351 | −86  | 1   | 25 |
| 5   | CUS Milano   | 14 | 5  | 1 | 8  | 234 | 382 | −148 | 3   | 25 |
| 6   | CUS Torino   | 14 | 5  | 1 | 8  | 250 | 413 | −163 | 3   | 25 |
| 7   | Red Panthers | 14 | 2  | 1 | 11 | 207 | 414 | −207 | 8   | 18 |
| 8   | Volvera      | 14 | 0  | 1 | 13 | 69  | 686 | −617 | 0   | 2  |

## Finale
| Arbitro: | Beatrice Smussi (Brescia) |

| |              | |
| Vitadello 21’ | mt           | 12’ Muzzo 37’ D’Incà |
| | tr           | 37’ Busana |
| | c.p.         | 7’ D’Incà |
| · Ostuni Minuzzi · Vitadello · Sillari · Aggio · Rasi · 73’ Zeni · Bitonci · Benini · 75’ Vecchini · 54’ Maris · 61’ E. Costantini · 77’ Duca · 50’ Tonellotto · Veronese · Giordano | Formazioni   | · Busana · Muzzo 77’ · D’Incà · Magatti · Cipolla · Capomaggi · Barattin · Stecca 70’ · Gurioli · Simeon · Tiani 41’ · Frangipani · Bragante · Copat · Bonfiglio 50’ |
| · 50’ Della Sala · 54’ Cerato · 61’ Margotti · 73’ Magosso · 75’ Fortuna · 77’ Pérez                                                                                                 | Sostituzioni | · Triolo 41’ · D. Costantini 50’ · Crivellaro 70’ · Bonotto 77’ |
| Serena Settembri | Allenatori   | Federico Zizola |